# Värmlandspojkarna
Värmlandspojkarna är ett svenskt pop/rock/dans/cover/hobbyband från Karlskoga som bildades 1999 av gruppens kapellmästare Per Henning. 
Bandet fick sin nuvarande sättning 2006 när Per Henning (sång och keyboard) genomförde medlemsbyten, vilket resulterade i att Peter Andersson (gitarr och sång) samt Kenneth Augustsson (trummor och sång) tillkom i gruppen. År 2007 släpptes bandets första album Där partyt är med den specialskrivna låten "Där sommaren är" som regionalt över västkusten och Värmland blev en riktig sommarplåga.[källa behövs]
Värmlandspojkarnas hittills största framgång var när man 2009 inför deras tredje album kom i kontakt med Adam Alsing på radioprogrammet Äntligen morgon. Han fastnade för singeln "Ut med båten" och utsåg den som potentiell sommarplåga det året. Värmlandspojkarna bjöds senare in att närvara i radioprogrammets säsongsavslutning, och låten blev under sommaren deras första nationella hit och placerade sig under sista veckan i juni på plats 21 på svenska singellistan. Bandet kontrakterades av Warner Music som i slutet av sommaren gav ut albumet med samma namn.
Sommaren 2010 släppte gruppen sitt fjärde album, en EP med namnet Lång het sommar, innehållande en egen version av sommarlåten med samma namn skriven av Ulf Söderberg. I november 2011 släppte bandet en singellåt med titeln "Jul som för längesen". Sommaren 2012 släpptes singeln "Sista sommaren" och år 2016 kom singellåtarna "Vi möts på en strand" och "Höj ditt glas".
Hösten 2018 släpptes - Stolta BIK:are -, en hyllningslåt till BIK Karlskoga och Karlskoga i samarbete med BIK Karlskoga. Även singeln Lampan tänd släpptes.
Under våren 2019 beslutade sig Kenneth Augustsson att det efter 14 år var dags att kliva av. Han ersattes av Marcus Nowak.
2020 släpptes sommarsingeln -Här kan man ligga. 2022 släpptes julsingeln -Det snöar I Värmland.

## Diskografi

### Album
- Där partyt är (2007)
- Alla änglar (2008)
- Ut med båten (2009)
- Lång het sommar (EP) (2010)

### Singlar
- "Där sommaren är" (2007)
- "Ut med båten" (2009)
- "Jul som för längesen" (2011)
- "Sista sommaren" (2012)
- "Vi möts på en strand" (2016)
- "Höj ditt glas" (2016)
- "Stolta BIKare" (2018)
- "Lampan tänd" (2018)
- "Här kan man ligga" (2020)

### Samlingsalbum
- Bofors Bobcats – Vi mot världen: "Vi e' där igen" (2010)

### Musikvideo
- Ut med båten (2010)